# Magnus och Brasse Show
Magnus och Brasse show är ett svenskt humorprogram i fem avsnitt från 1980 med Magnus och Brasse och Svante Thuresson som sändes i SVT.
Varje avsnitt är en sorts minirevy (ca en timme lång) med blandade sånger, sketcher, pantomimer, monologer och dialoger.

## Avsnitt
Del 1: Livet i parken. Gäster: Birgitta Andersson, Svante Thuresson, Owe Thörnqvist och Anders Berglund
Del 2: Magnus och Brasse i orkesterdiket. Gäst: Lill Lindfors
Del 3: Livet på systembolaget. Gäster: Cornelis Vreeswijk och Tre Damer
Del 4: I skärgården. Gäst: Lasse Berghagen
Del 5: Livet på krogen. Gäst: Grynet Molvig